# Thromidia brycei
Thromidia brycei is een zeester uit de familie Mithrodiidae.
De wetenschappelijke naam van de soort werd in 2009 gepubliceerd door Marsh.